# Coniugi Andrews
I Coniugi Andrews è un dipinto a olio su tela (69,8x119,4 cm) di Thomas Gainsborough, databile al 1750 circa e conservato nella National Gallery di Londra.

## Storia
Thomas Gainsborough realizzò il dipinto nel 1750 circa su commissione di Robert Andrews, che desiderava un ritratto per celebrare le nozze appena avvenute e - al contempo - i suoi redditizi possessi. Infatti aveva sposato Frances Carter nel novembre 1748 dopo un accordo tra le rispettive famiglie anni prima, in modo da unificare le tenute confinanti che avrebbero ereditato, situate ad Auberies, al confine tra Suffolk ed Essex del Nord. L'albero che si vede nel dipinto è stato identificato ed è tuttora esistente.
L'opera dovette essere dipinta poco tempo dopo, dopo il rientro dell'artista da Londra al suo Suffolk, avvenuto pure nel 1748.
Il ritratto venne riscoperto dal pubblico nel 1927, in occasione di una mostra allestita a Ipswich per il bicentenario della nascita di Gainsborough. Dopo essersi imposto all'attenzione della critica nel 1927, i Coniugi Andrews riscossero una calorosissima accoglienza. Testimoni di questo successo di critica furono le diverse esibizioni del dipinto, esposto a Bruxelles (1929), Londra (1930, 1934 e 1937), Manchester (1934), Amsterdam (1936), Parigi (1938 e 1981), Montréal (1967), Madrid (1988–89) e Newcastle upon Tyne (1997).
Il dipinto è rimasto proprietà della famiglia dei committenti fino a quando il bis-bis-bis nipote dei coniugi Andews, nato nel 1896, nel 1960 lo vendette al mercante d'arte Thomas Agnew; nello stesso anno il dipinto entrò a far parte delle collezioni della National Gallery di Londra, dove è tuttora esposto. L'opera è in buone condizioni ed è completamente terminata, a parte la piccola area lasciata non dipinta sul grembo della signora Andrews, della quale abbiamo già parlato.

## Descrizione
Robert Andrews, l'uomo effigiato nel ritratto, nacque nel 1725 a Bulmer, nell'Essex e frequentò la Sudbury Grammar School negli stessi anni di Gainsborough; dopo aver terminato gli studi universitari all'University College di Oxford, il padre - un membro della landed gentry arricchitosi con oculati acquisti fondiari ma, soprattutto, facendo l'usuraio - gli avrebbe comprato una vastissima proprietà terriera, così da farlo integrare nelle classi superiori. Sua moglie, ovvero la donna che sta sedendo alla sua destra, è Frances Mary Carter, figlia di un facoltoso proprietario anch'egli nativo di Bulmer. I due convolarono a nozze il 10 novembre 1748, reduci di un matrimonio non guidato dall'amore, bensì dall'interesse di unire i terreni confinanti delle due famiglie.
I Coniugi Andrews è un tipico esempio di ritratto di proprietari terrieri inglesi, sebbene reso inconsueto dalla presenza, per più di metà della tela, di una rappresentazione delle terre di proprietà, che in questo modo diventano protagoniste. I due coniugi stanno all'ombra di un albero di quercia, presso una panchina in legno dalle eleganti volute rococò. Lui sta in piedi, con il fucile al braccio e un cane da caccia ai piedi, appoggiato mollemente allo schienale del sedile su cui sta in posa la moglie. Il loro abbigliamento certifica con precisione il loro stato sociale.
Mr. Andrews indossa il tricorno alla francese allora di moda, una redingote di lino mezza sbottonata e volutamente scomposta (per dare un'idea meno formale, come se l'uomo non intendesse "agghindarsi" per il ritratto), pantaloni neri stretti al ginocchio e calze bianche ben aderenti. La sua posa sembra studiata per mettere in evidenza la forma delle gambe. Il fucile, la sacca per la polvere da sparo e il cane da caccia non sono una semplice allusione al suo passatempo, ma certificavano la sua ricchezza, essendo distribuita la licenza in Inghilterra solo a chi aveva rendite terriere di proprietà superiori alle cento sterline annue.
Mrs. Andrews indossa vestiti alla moda campestre, con una cuffia sotto il copricapo alla bergère, le cui tese sono state arrotolate a imitazione di quanto facevano le mungitrici e le donne pastore. Indossa un corpino azzurro e una grande gonna sostenuta da telaio (guardinfante), che arriva a coprire tutta la panchina. Le sue scarpette di seta sono da casa e mai sarebbero state indossate all'aperto, in quanto si sarebbero rovinate col fango. Si tratta di uno degli indizi di come il ritratto sia frutto di una ricostruzione ideale e non di una reale ripresa dal vivo.

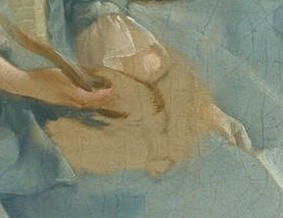
La piccola area lasciata non dipinta sul grembo della signora Andrews

Lo sfondo, invece, raffigura la grande tenuta su cui poggerà la fortuna della famiglia Andrews, disteso sotto un cielo plumbeo tipicamente inglese. Sono visibili diversi covoni di grano, pecore e recinti; quest'ultimi, in particolare, costituivano un'innovazione nel settore dell'agricoltura (come, del resto, le pecore erano state introdotte in Gran Bretagna solo recentemente), a sottolineare la ricchezza dei due coniugi. È possibile che alcuni elementi, oltre a testimoniare la prosperità della tenuta, abbiano significati simbolici: la quercia è infatti sinonimo di stabilità, i covoni in primo piano alludono alla fecondità, intendibile come desiderio di famiglia numerosa.
Sul grembo della signora Andrews, infine, Gainsborough ha lasciato una piccola superficie non dipinta; si pensa che questo spazio avrebbe dovuto successivamente accogliere un fagiano cacciato dal marito, come suggerito dalla forma dello spazio bianco e dai vaghi segni di penne timoniere, oppure una borsa per il ricamo, un libro, un ventaglio, o addirittura la raffigurazione del futuro erede (i due coniugi generarono infatti una bambina nel 1751).